# گاه‌شماری اوشر

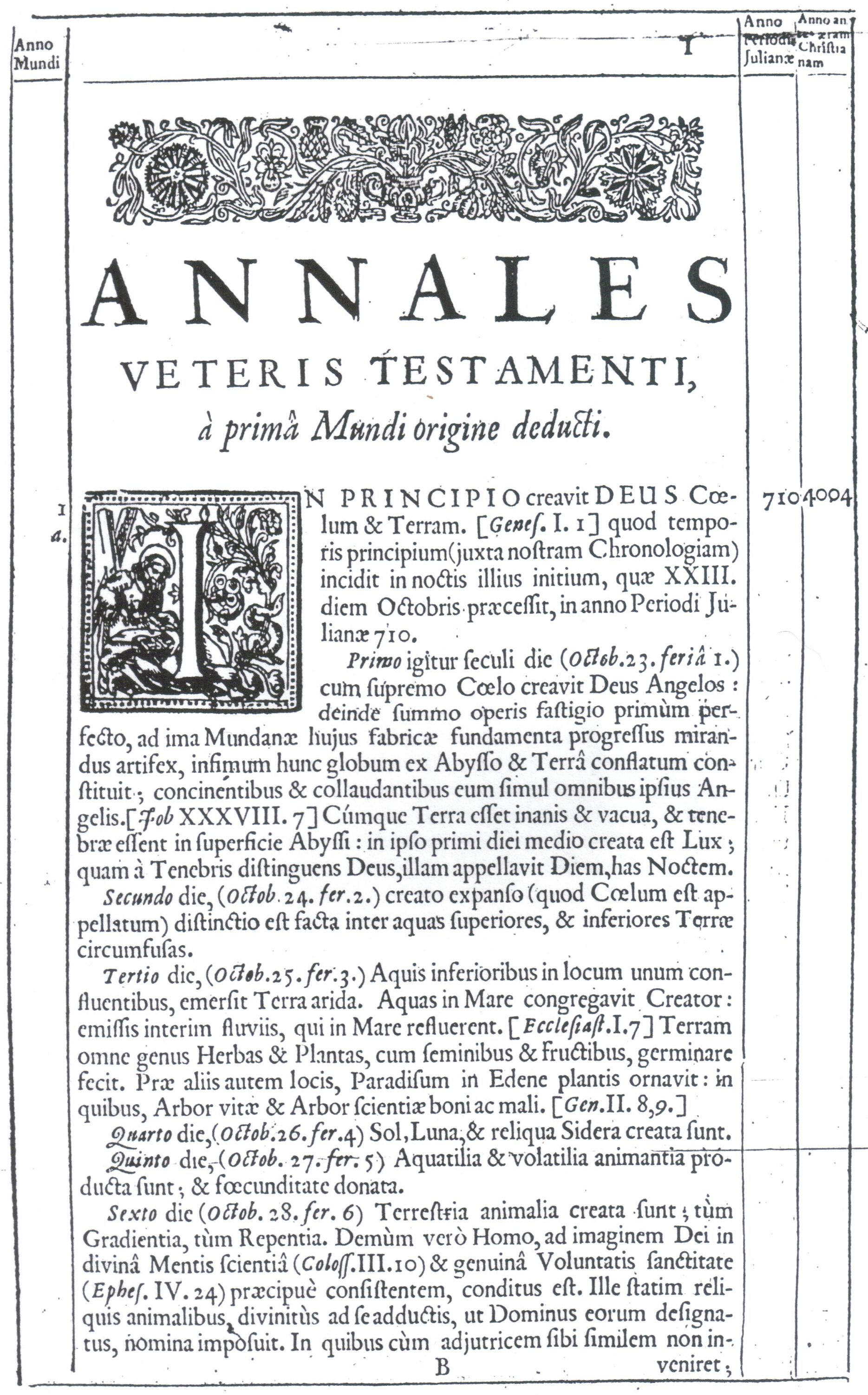
تاریخ عهد قدیم صفحه یک (لاتین)

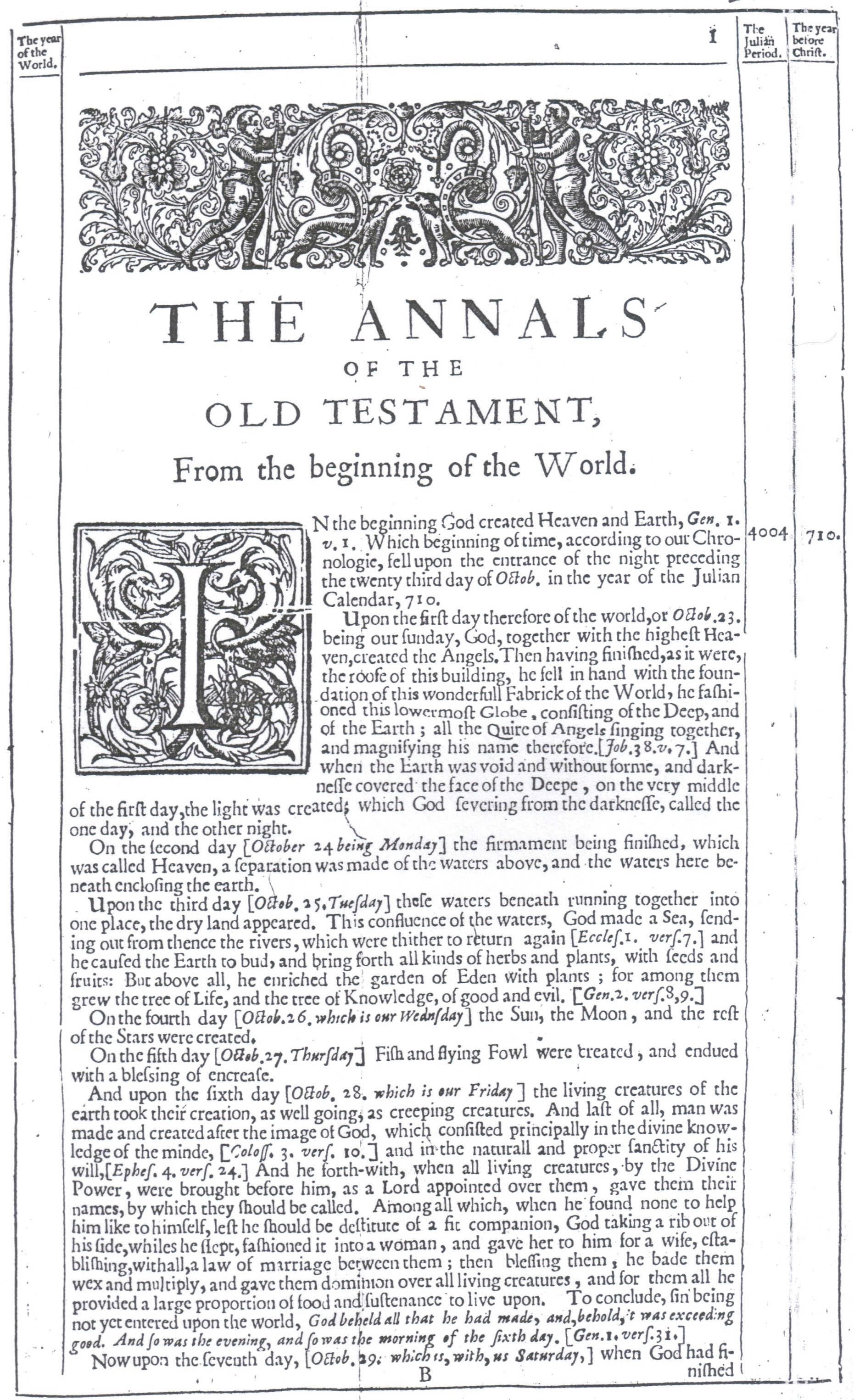
تاریخ عهد قدیم صفحه یک (انگلیسی)

گاه‌شماری اوشر (انگلیسی: Ussher chronology) گاه‌شماری تاریخ بر اساس برداشتی تحت‌الفظی از انجیل (عهد عتیق) است که جیمز اوشر سراسقف کلیسای انگلیکان در سال ۱۶۵۶ میلادی آن را محاسبه کرد. بر طبق نظر او آفرینش درست در ساعت ۸ بعد از ظهر روز ۲۲ اکتبر ۴۰۰۴ قبل از میلاد صورت گرفته‌است.
گاه‌شماری اوشر در قرن نوزدهم از سوی دانشمندان رد شد، با این حال هنوز معتقدان به آفرینش‌گرایی زمین جوان به آن استناد می‌کنند.